# Triplonychus
Triplonychus là một chi bọ cánh cứng trong họ 
Elateridae.
Chi này được miêu tả khoa học năm 1860 bởi Candèze.

## Các loài
Các loài trong chi này gồm:
- Triplonychus acuminatus Candèze, 1860
- Triplonychus amabilis Kirsch, 1866
- Triplonychus boliviensis Schwarz, 1906
- Triplonychus bruchi Schwarz, 1906
- Triplonychus carinatus Champion, 1895
- Triplonychus cayennensis (Erichson, 1840)
- Triplonychus cingulatus Candèze, 1865
- Triplonychus costatus Candèze, 1860
- Triplonychus debilis (Erichson, 1840)
- Triplonychus dubius Fleutiaux, 1891
- Triplonychus ephippiger Eschscholtz, 1829
- Triplonychus fulvus Candèze, 1865
- Triplonychus lebasi Candèze, 1860
- Triplonychus longicollis (Erichson, 1840)
- Triplonychus plagiatus (Erichson, 1840)
- Triplonychus rufus Candèze, 1860
- Triplonychus steinheili Fleutiaux, 1891
- Triplonychus ventralis Candèze, 1860